# Радикально-демократическая партия (Германия)
Радикально-демократическая партия (нем. Radikaldemokratische Partei; сокр. RDP) — политическая партия Веймарской республики, существовавшая в 1930—1933 годах.

## История
В 1930 году Немецкая демократическая партия (НДП) объединилась с консервативно-антисемитским «Младогерманским орденом» в Немецкую государственную партию. Большинство левого крыла НДП, несогласное с этим решением, провело 30 ноября того же года в Касселе съезд, на котором была образована Радикально-демократическая партия. Самыми известными основателями партии являлись лауреат Нобелевской премии мира Людвиг Квидде и член рейхстага в 1903—1907 годах Гельмут фон Герлах. Партия была поддержана пацифистами и левым крылом молодёжного союза «Молодые демократы». Председателем партии был избран берлинский адвокат Вилли Браубах. Программа партии имела социал-либеральную и пацифистскую направленность.
Основными регионами деятельности партии стали Берлин, Рурская область и местность, расположенная между Нюрнбергом и Фюртом. Партия имела политический вес исключительно на местном уровне. Её депутаты находились лишь в ландтаге Народного государства Гессен (Юлиус Райбер и Иоганн Эберле), да и те мандаты достались партии благодаря переходу Райбера и Эберле из НДП в РДП. В 1931 году партия получила в Гессене всего 0,6 % голосов и лишилась мест в ландтаге. Неудачными оказались и выборы в рейхстаг, проходившие в ноябре 1932 года (3793 голоса).
В 1933 году партия незаметно исчезла, не оставив также никакого следа в движении Сопротивления. После 1945 года некоторые из бывших членов партии (например, Эрих Лют и Пауль фон Шёнайх) вернулись к активной политической деятельности.